# 1393
| 1393               |
| ------------------ |
| Dødsfald - Fødsler |
|                    |

| Gregoriansk kalender | 1393 MCCCXCIII          |
| Ab urbe condita      | 2146                    |
| Armensk kalender     | 842 ԹՎ ՊԽԲ              |
| Kinesiske kalender   | 4089 – 4090 壬申 – 癸酉 |
| Etiopisk kalender    | 1385 – 1386             |
| Jødisk kalender      | 5153 – 5154             |
| Hindukalendere       |                         |
| - Vikram Samvat      | 1448 – 1449             |
| - Shaka Samvat       | 1315 – 1316             |
| - Kali Yuga          | 4494 – 4495             |
| Iransk kalender      | 771 – 772               |
| Islamisk kalender    | 795 – 796               |

Regent i Danmark: Margrete 1. 1387-1412 og senere formelt Erik 7. af Pommern 1396-1439
Se også 1393 (tal)